# Филип Фратев
Филип Фратев е български химик и астроном. Ръководител е на Обсерватория „Звездно Общество“ (IAU A79). Завършва астрономия в Софийския университет „Св. Климент Охридски“ и получава докторска степен по химия от същия университет. Специализирал е и работил в Института по фармакология „Mario Negri“, Датския технически университет, Университета на Берген и др.
Научните интереси на Филип Фратев в областта на астрономията са свързани с изследването на движението на малките тела в Слънчевата система, а в областта на химията – в дизайна на нови лекарствени средства. Участвал е в многочислени астрометрични наблюдения на комети и астероиди, които са публикувани в над 240 циркуляра на Центъра за малки планети и Международния астрономически съюз . Откривател и кръстник на множество астероиди, между които астероидите, кръстени на Апостола на свободата Васил Левски (204831 Левски) и на Христо Ботев (225238 Христо Ботев)